# Indywidualne Mistrzostwa Europy Juniorów na Żużlu 1981
Indywidualne Mistrzostwa Europy Juniorów na Żużlu 1981 – cykl turniejów żużlowych mających wyłonić najlepszych żużlowców do lat 21 na świecie. Tytuł wywalczył Amerykanin Shawn Moran. Oficjalnie zawody rozegrane zostały pod szyldem indywidualnych mistrzostw Europy juniorów.

## Finał
- 18 lipca 1981 r. (poniedziałek),  Slaný

| Msc. | Zawodnik           | Kraj              | Pkt |             |  |
| ---- | ------------------ | ----------------- | --- | ----------- |  |
| 1    | Shawn Moran        | Stany Zjednoczone | 15  | (3,3,3,3,3) |  |
| 2    | Antonín Kasper     | Czechosłowacja    | 14  | (3,3,3,2,3) |  |
| 3    | Jiří Hrdinak       | Czechosłowacja    | 13  | (2,2,3,3,3) |  |
| 4    | Roman Matoušek     | Czechosłowacja    | 10  | (3,2,2,1,2) |  |
| 5    | Mark Courtney      | Wielka Brytania   | 10  | (2,3,2,2,1) |  |
| 6    | Piotr Podrzycki    | Polska            | 9   | (u,3,3,1,2) |  |
| 7    | Kent Noer          | Dania             | 9   | (2,2,2,2,1) |  |
| 8    | Mirosław Berliński | Polska            | 8   | (1,1,d,3,3) |  |
| 9    | Lubomír Jedek      | Czechosłowacja    | 8   | (3,2,1,0,2) |  |
| 10   | Georg Greif        | RFN               | 5   | (2,1,w,2,u) |  |
| 11   | Peter Ravn         | Dania             | 5   | (1,1,1,1,1) |  |
| 12   | Hans Albert Klinge | Dania             | 4   | (0,0,2,0,2) |  |
| 13   | Anders Eriksson    | Szwecja           | 3   | (u,–,d,3,d) |  |
| 14   | Flemming Petersen  | Dania             | 1   | (u,u,1,0,0) |  |
| 15   | Roger Gustavsson   | Szwecja           | 0   | (0,0,d,d,0) |  |
| 16   | Zoltán Adorján     | Węgry             | 0   | (u,0,w,–,–) |  |
|      | rez. Zoltán Hajdu  | Węgry             | 2   | (1,1)       |  |
|      | rez. Peter Nieder  | RFN               | 1   | (1)         |  |